# Françoise De Smedt
 (août 2023).
Françoise De Smedt (née le 3 avril 1975) à Braine-le-Comte est une femme politique belge du Parti du travail de Belgique et élue en 2014 au Parlement bruxellois sur la liste PTB-Go!. Elle est réélue en 2019 et devient cheffe de groupe PTB au Parlement bruxellois. 

## Biographie
Françoise De Smedt obtient une maîtrise en sciences physiques à l'UCL en 1997. Elle travaille pendant 15 ans à l'hôpital Erasme. 

### Députée bruxelloise
Elle est élue comme suppléante au Parlement bruxellois aux élections régionales du 25 mai 2014 sur la liste PTB-Go!. Elle remplace Michaël Verbauwhede à partir du 20 décembre 2018.
Elle est réélue aux élections régionales du 26 mai 2019.

## Carrière politique
- Députée bruxelloise depuis le 20 décembre 2018 en suppléance de Michaël Verbauwhede.